# Edmond de Barrère
Pour les articles homonymes, voir Barrère.
Pierre Edmond de Barrère (Morlaix, 7 octobre 1819 - 14 février 1890) est un diplomate et homme politique français.

## Biographie
La famille de Barrère, originaire du Midi de la France, s'est fixée en Bretagne.
Edmond de Barrère est le fils de Jean-François Marie de Barrère. ancien sous-préfet de Ploërmel, Lorient, puis préfet de Corse et de Joséphine de Penanrun, fille de Pierre Claude François Le Dissez de Penanrun, député du Finistère.
Après être entré au Quai d'Orsay, Edmond de Barrère assure tout d'abord, en qualité d'élève consul, l'intérim au consulat de France à Jérusalem. Il est par la suite gérant intérimaire du consulat d'Erzurum.
Nommé consul de deuxième classe, il obtient un poste à Tbilissi en juin 1848 mais doit attendre 5 mois la délivrance de son passeport. Sur place, il a initialement une grande défiance envers les autorités russes qui dominent la région. Cependant le vice-roi du Caucase Mikhaïl Semionovitch Vorontsov parvient à gagner sa confiance, ce qui permet une coopération entre les deux pays. Ainsi Vorontsov soutien l'action de Barrère en faveur des missionnaires français en Perse.
Barrère à ensuite posté au consulat de Damas à partir de 1853, tout d'abord en tant que gérant puis de consul. À la suite de cela, il est nommé consul de Jérusalem où il prend la succession de Paul-Émile Botta à partir du 6 septembre 1855. Arrivé juste au moment de la victoire de Sébastopol en Crimée qui renforce la position de la France dans l'Empire ottoman, son consulat est placé sous le signe de l’extension de l'emprise française à Jérusalem. Son action est rendue possible grâce au Hatti-Humayoun de 1856, un firman ottoman qui donne aux non-musulmans de nouvelles possibilités d'acquisition de foncier et de biens immobiliers. Il envoie le 14 avril 1859 une note au Quai d'Orsay aux accents triomphalistes :

« Tous les sanctuaires de la rue qui s'étend depuis la porte de St-Etienne jusqu'à la rue transversale qui se rend à la porte de Damas sont aujourd'hui sous la protection officielle ou le patronage officieux de la France. »

Il est remplacé à Jérusalem en octobre 1868 par Joseph Adam Sienkiewicz, un consul intérimaire. De Barrère est grâce à son expérience à Jérusalem promu consul général et posté Smyrne. Il est placé en inactivité en 1873.
Il épouse en 1882 Marie Augustine fille de Philippe Gustave le Doulcet, Comte de Pontécoulant  (1796-1874), astronome, lui même le fils de Louis-Gustave Doulcet de Pontécoulant, homme politique du Calvados. Ils n'ont pas d'enfants.
Edmond de Barrère est, de 1885 à 1889, conseiller général du Calvados, dans la circonscription du canton de Condé-en-Normandie. Il a aussi été maire de Pontécoulant, commune où sa femme possède le château de Pontécoulant. Il meurt en 1890. Après son décès, sa femme, sans famille ni héritiers, se prend d'affection pour le père de Pierre Bellemare, alors jeune enfant. Elle finit par faire don du domaine au département du Calvados, dans le but d'en faire un musée. Elle décède en 1908.